# Référendum néo-zélandais de 2020 sur la légalisation du cannabis
Un référendum sur la légalisation du cannabis a lieu le 17 octobre 2020 en Nouvelle-Zélande en même temps que les élections législatives. La population est amenée à se prononcer sur la légalisation du cannabis à fins récréatives. Initialement prévu le 19 septembre 2020, le scrutin est reporté d'un mois en raison de la pandémie de Covid-19.
Le résultat du scrutin, légalement non contraignant, aurait été suivi d'un vote à la Chambre des représentants sur sa mise en œuvre.
Le texte soumis à référendum est cependant rejeté par un peu plus de 51 % des votants.

## Contexte

### Mise en œuvre
Les élections de septembre 2017 donnent lieu à une alternance politique avec l'arrivée au pouvoir d'un gouvernement de coalition composé du Parti travailliste, du parti Nouvelle-Zélande d'abord et du Parti vert, avec la travailliste Jacinda Ardern pour Première ministre. L'accord de gouvernement passé avec le parti vert impose notamment au gouvernement d'organiser un référendum légalisant l'usage récréatif du cannabis au plus tard en même temps que les prochaines élections législatives, prévues au plus tard pour fin novembre 2020. De manière globale, l'accord prévoit une augmentation du budget des services d'aide aux personnes en situation de dépendance à l'alcool et aux drogues et la mise en place d'une politique considérant l'utilisation de drogue comme une problématique d'ordre sanitaire, et non plus policière. La légalisation du Cannabis était une promesse de campagne du parti vert aux élections de 2017. Le projet ne concerne pas l'utilisation du cannabis à fins médicinales, ni la production industrielle de chanvre, déjà légales en Nouvelle-Zélande.

### Conditions de validité
Aucun quorum de vote positif ou de participation n'est exigé pour valider le résultat du référendum, qui n'est légalement que consultatif : la majorité absolue des suffrages exprimés suffit. Si le parlement n'est pas tenu de mettre en œuvre la proposition validée par les électeurs, les trois partis de la coalition se sont néanmoins engagés à voter le projet de loi en cas de victoire du « Oui », conduisant à l'utilisation par la Première ministre du terme de « référendum contraignant ». Le scrutin est cependant organisé en même temps que les élections législatives et son résultat pourrait être remis en cause en cas de victoire du Parti national, celui-ci ne s'étant pas engagé à le faire appliquer par le parlement nouvellement élu,. Début aout 2020, les membres du parti réunis en caucus votent au contraire l'opposition au texte du référendum comme position du parti.

## Contenu

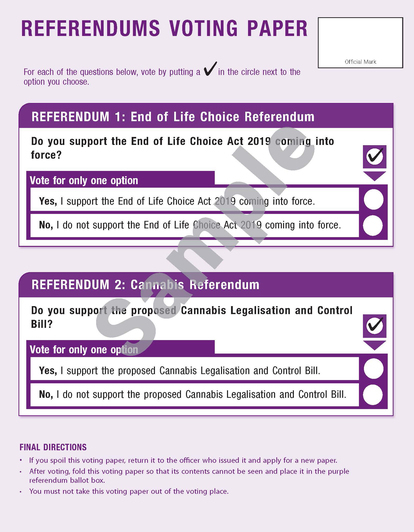
Bulletin de vote utilisé, commun aux deux référendums organisés en 2020.

La population est amenée à voter pour ou contre un projet de loi, le « Cannabis Legalisation and Control Bill ». Ce dernier prévoit la légalisation du cannabis à fin récréative sous certaines conditions,.
Le commerce du Cannabis est encadré par une nouvelle autorité administrative dédiée à sa réglementation et à l'accord des licences pour son importation, sa production et sa vente, ainsi que le contrôle du taux maximum de THC pour les produits destinés à un usage récréatif. La vente est par ailleurs limitée aux seuls points de commerce physiques, rendant impossible la vente en ligne, et interdite aux personnes de moins de vingt ans, sous peine d'une amende de 150 000 dollars (environ 90 000 euros),.
La production pour une consommation personnelle est limitée à deux plants par personne, sous peine d'une amende de 1 000 dollars, et ce dans un lieu hors de la vue du public, sous peine d'une autre amende, moitié moindre. Les producteurs de cannabis destiné à la vente sont soumis à une interdiction d'en faire la promotion, de faire figurer leurs produits dans des publicités ou de sponsoriser des événements. L'emballage de leur produit doit également comporter un message de santé publique, tandis que la quantité par achat est limitée à 14 grammes, soit le maximum autorisé au transport sur soi pour les particuliers.
La consommation du cannabis en elle-même est par ailleurs confinée aux logements privés et aux bâtiments, commerciaux ou médicaux, ayant obtenus une licence à cet effet. La législation concernant la conduite sous l'effet de drogues, celle sur leur consommation sur le lieu de travail, ainsi que celle sur l'interdiction de fumer dans les lieux publics ne sont pas affectées par le projet de loi.
Le gouvernement justifie sa décision d'une interdiction de la vente aux moins de vingt ans par un compromis entre santé publique et lutte contre le marché noir. Les études scientifiques ont en effet mis en lumière les effets négatifs de la consommation du cannabis sur les individus de moins de 25 ans, le cerveau étant en moyenne encore en développement jusqu'à cet âge. Les rapports gouvernementaux ayant cependant révélé que 80 % des néo zélandais ont consommé du cannabis avant leurs 25 ans, le gouvernement choisit d'abaisser le seuil, considérant qu'une limite d'âge aussi élevée aurait pour conséquence de voir la population concernée continuer de fumer de manière illégale en recourant au marché noir. Selon les autorités, une limite à vingt ans permettrait en revanche d’empêcher que les étudiants les plus âgés d'un même lycée puissent servir de fournisseurs à ceux des classes d'âge inférieures.

## Sondages

Sondages effectués en amont du référendum.

| Date                    | Institut              | Échantillon | Pour               | Contre                | Indécis | Avance |    |    |   |    |
| ----------------------- | --------------------- | ----------- | ------------------ | --------------------- | ------- | ------ | -- | -- | - | -- |
| Date                    | Institut              | Échantillon | 10–14 octobre 2020 | 1 News Colmar Brunton | 1 005   | Avance | 41 | 51 | 8 | 10 |
| 11 octobre 2020         | Research New Zealand  | –           | 46                 | 40                    | 14      | 6      |    |    |   |    |
| 22 Sep – 5 octobre 2020 | UMR Research          | 1 129       | 49                 | 45                    | 6       | 4      |    |    |   |    |
| 24–28 septembre 2020    | Horizon Research      | 1 481       | 52                 | 47                    | –       | 5      |    |    |   |    |
| 17–21 septembre 2020    | 1 News Colmar Brunton | 1 008       | 35                 | 53                    | 11      | 18     |    |    |   |    |
| 20–25 août 2020         | Horizon Research      | –           | 49,5               | 49,5                  | 1       | –      |    |    |   |    |
| 20-23 août 2020         | Research New Zealand  | 1 003       | 39                 | 46                    | 15      | 7      |    |    |   |    |
| 9-13 juillet 2020       | Research New Zealand  | 1 012       | 43                 | 39                    | 18      | 4      |    |    |   |    |
| 20–24 juin 2020         | 1 News Colmar Brunton | 1 007       | 40                 | 49                    | 11      | 9      |    |    |   |    |
| 10–14 juin 2020         | Horizon Research      | 1 593       | 56                 | 43                    | –       | 13     |    |    |   |    |
| 6–9 mars 2020           | Research New Zealand  | 1 000       | 43                 | 33                    | 19      | 10     |    |    |   |    |
| 21–26 février 2020      | Horizon Research      | 1 986       | 54                 | 45                    | 1       | 9      |    |    |   |    |
| 8–12 février 2020       | 1 News Colmar Brunton | 1 004       | 39                 | 51                    | 9       | 12     |    |    |   |    |
| 23–27 novembre 2019     | 1 News Colmar Brunton | 1 006       | 43                 | 49                    | 7       | 6      |    |    |   |    |
| 11–17 novembre 2019     | Horizon Research      | 1 199       | 48                 | 38                    | 14      | 10     |    |    |   |    |
| 3–4 août 2019           | Horizon Research      | 1 003       | 39                 | 47                    | 14      | 8      |    |    |   |    |
| 4–8 juin 2019           | 1 News Colmar Brunton | 1 002       | 39                 | 52                    | 8       | 13     |    |    |   |    |
| 9 mai 2019              | Horizon Research      | 1 161       | 52                 | 37                    | 11      | 15     |    |    |   |    |
| 3–17 mars 2019          | Research New Zealand  | 1 220       | 29                 | 49                    | 18      | 20     |    |    |   |    |
| 10–26 octobre 2018      | Horizon Research      | 995         | 60                 | 24                    | 16      | 36     |    |    |   |    |
| 15–19 octobre 2018      | 1 News Colmar Brunton | 1 006       | 46                 | 41                    | 12      | 5      |    |    |   |    |
| 2–17 juillet 2018       | Curia Market Research | 943         | 49                 | 47                    | 3       | 2      |    |    |   |    |

## Résultats
Les électeurs peuvent voter de manière anticipée par voie postale à partir du 3 octobre. L'annonce des résultats préliminaires a lieu le 30 octobre et celle des résultats définitifs le 6 novembre. 
| Choix                     | Votes     | %     |
| ------------------------- | --------- | ----- |
| Pour                      | 1 406 973 | 48,83 |
| Contre                    | 1 474 635 | 51,17 |
|                           |           |       |
| Votes valides             | 2 881 608 | 99,09 |
| Votes blancs et invalides | 26 463    | 0,91  |
| Total                     | 2 908 071 | 100   |
| Abstention                | 641 493   | 17,76 |
| Inscrits/Participation    | 3 549 564 | 82,24 |

Approuvez vous le projet de loi sur la légalisation et la réglementation du Cannabis ?
| Pour 1 406 973 (48,83 %) |  |  | Contre 1 474 635 (51,17 %) |
| ▲                        |  |  |                            |
| Majorité absolue         |  |  |                            |

## Suites

### Parcours législatif avorté
Le référendum n'étant pas contraignant, le projet de loi aurait tout de même dû suivre le parcours législatif ordinaire en cas de victoire au référendum. Une première lecture d'un texte au parlement est suivie d'une période de consultation au cours de laquelle le texte est étudié par un comité chargé de recueillir les avis de la population avant de faire son rapport au parlement. Cette étape, habituellement d'environ six mois, est ensuite suivie des seconde et troisième lectures avant le vote final de la loi. Cette dernière aurait donc pu différer sur certains point du projet de loi voté au référendum même en cas de vote positif, bien que des changements profonds étaient jugés peu probables au vu de la légitimité conférée par la consultation populaire. Dans tous les cas, la mise en place effective d'une nouvelle loi n'était pas prévue avant 2021.
Un vote référendaire positif suivi d'un vote similaire au parlement aurait fait de la Nouvelle-Zélande le troisième pays au monde après l’Uruguay et le Canada à entreprendre la légalisation du cannabis à des fins récréatives.

### Réactions

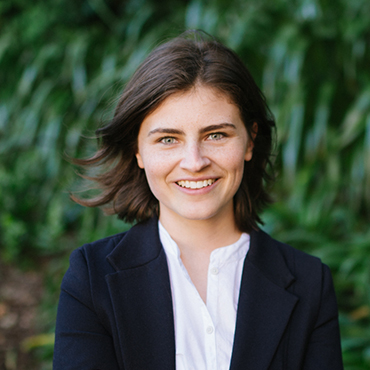
La député Chlöe Swarbrick.

Accueillis avec réjouissance par les partisans du Non, le résultat du référendum est décrit comme une victoire pour le « bon sens » par le député du parti National, Nick Smith. Le directeur de la campagne Say Nope to Dope (Dites non à la drogue) se déclare heureux que les jeunes néo zélandais ne se retrouvent pas sujets à une « expérimentation sociale ».
La député des Verts Chlöe Swarbrick, partisane affirmée de la légalisation, réagit aux résultats en accusant les membres de la campagne Say Nope to Dope d'avoir propagé des fausses informations sur la réforme, tout en qualifiant la majorité des parlementaires des quarante dernières années d'« hypocrites » ayant consommé du cannabis étant jeunes avant de « s'asseoir sur leurs mains » sur cette question une fois au parlement, perpétuant un système qui criminalise ceux qui en font de même. Swarbrick affirme son intention de parvenir au moins à une décriminalisation du cannabis, à défaut d'une légalisation.
La Première ministre Jacinda Ardern confirme par la suite avoir votée en faveur de la légalisation, ce qu'elle s'était refusée à déclarer publiquement au cours de la campagne, s'attirant les critiques des partisans de la légalisation.